# Бриллиантовый чёрный BN
Бриллиантовый чёрный BN (тетранатрий-4-ацетамидо-5-гидрокси-6-[7-сульфонато-4-(4-сульфонатофенилазо)-1-нафтилазо]-1,7-нафталиндисульфонат) — органическое соединение, чёрный азокраситель с химической формулой C28H17O14N5S4Na4. Чёрный порошок, при растворении в воде даёт фиолетовое окрашивание. Применяется как пищевой краситель, входит в Кодекс Алиментариус под названием E151. Также используется в микроскопии и аналитической химии.
Синонимы: бриллиантовый чёрный, чёрный блестящий BN, чёрный PN, E151, brilliant black BN, black BN, food black 1, Brilliantschwarz, C. I. 28440.

## Свойства
Чёрный или сине-фиолетовый порошок или гранулы. Молярная масса составляет 867,70 г/моль. Легко растворяется в воде с образованием синевато-фиолетового раствора, максимум поглощения λmax = 570 нм. Плохо растворим в этаноле и ацетоне, нерастворим в эфире и хлороформе.

## Получение
Синтезируют в две стадии. На первой получают моноазосоединение, диазотируя сульфаниловую кислоту с сочетанием с 1-аминонафталин-7-сульфокислотой. На второй стадии еще раз проводят диазотирование и азосочетание с 1-гидрокси-8-ацетиламинонафталин-3,5-дисульфокислотой.
Выпускается в виде двух промышленных форм: порошок натриевой соли с содержанием основного вещества не менее 80 % и алюминиевый лак с содержанием красителя 10—40 %.

## Применение
Применяется как пищевой краситель с концентрациями от 50 до 500 мг на 1 кг пищи, можно использовать в смесях в другими разрешёнными красителями. Используют для окраски различных продуктов: мороженого, других молочных продуктов, фруктов и овощей, хлебобулочных изделий, соусов, рыбных и мясных продуктов и прочего.
В микроскопии применяется для изучения окислительно-восстановительных реакций, при выявлении ингибиторов и для исследований молока по методу Эйзенбранда и Клаука.
Как окислительно-восстановительный индикатор используется в аналитической химии, при этом происходит изменение окраски от сине-фиолетовой в коричнево-жёлтую.

## Безопасность
Бриллиантовый чёрный BN считается безвредным для здоровья. Эксперименты на животных показали незначительное влияние на пищеварительные ферменты. Однако есть подозрения, что краситель может вызывать кожные реакции (нейродермит) и астму.
В 1981 году Объединённый экспертный комитет ФАО/ВОЗ по пищевым добавкам (JECFA) установил допустимое суточное потребление (ДСП) красителя в количестве 1 мг/кг массы тела. В 2010 году Европейское агентство по безопасности продуктов питания (EFSA) провело пересмотр добавки, по результатом которого сочла ДСП в количестве 5 мг/кг массы тела безопасным для здоровья.